# هوشنگ قنواتی‌زاده
هوشنگ قنواتی‌زاده (زاده دهم تیر ۱۳۳۵ در آبادان) هنرپیشه، دستیار کارگردان، برنامه‌ریز و فیلم‌نامه‌نویس ایرانی است.

## زندگی‌نامه
هوشنگ قنواتی زاده در سال ۱۳۳۵ در آبادان متولد شد. دوران تحصیلات ابتدایی را در آبادان و دبیرستان را در خرمشهر سپری کرد. سال ۱۳۶۶ به دانشکده سینما تئاتر دانشگاه هنر راه یافت و با فارغ‌التحصیلی از این دانشگاه زمینه‌های ارتباط او با سینما جدی تر شد. فعالیت حرفه‌ای در سینما و تلویزیون را با سریال تلویزیونی «گروه نجات» (گروه ۱۲۵) به کارگردانی علی عبدالعلی زاده، به عنوان دستیار کارگردان، فیلمنامه‌نویس و بازیگر آغاز کرد و پس از آن به فعالیت خود در سینما و تلویزیون ادامه داد.

### کارگردانی
1. فیلم تلویزیونی «چوپان و انگشتری»[۱]

### فیلم‌نامه‌نویس
1. فیلم تلویزیونی «دو بعلاوه یک»[۲]
2. سریال تلویزیونی «دولت مخفی»[۳]
3. «رایزن عشق»

### برنامه‌ریز
1. عصر روز دهم (۱۳۸۷)
2. چتری برای دو نفر (۱۳۷۹)
3. «رایزن عشق»
4. «مارپیچ»
5. پس از باران

### دستیار کارگردان
1. عصر روز دهم (۱۳۸۷)
2. چتری برای دو نفر (۱۳۷۹)
3. بالاتر از خطر (۱۳۷۵)
4. «رایزن عشق»[۴]
5. «لبه آتش»[۵]
6. «مارپیچ»
7. سریال تلویزیونی «گروه نجات》
8. سریال شهرزاد
9. پس از باران
10. سریال جوانی

### بازیگر
1. آیه‌های زمینی (۱۳۸۲)
2. بالاتر از خطر (۱۳۷۵)
3. سریال تلویزیونی «گروه نجات» (الو ۱۲۵)
4. شهرزاد (١٣٩۶)
5. جیران (١۴٠٠)